# The Golden Head
Pour plus de détails, voir Fiche technique et Distribution.
The Golden Head est un film américano-hongrois réalisé par Richard Thorpe, sorti en 1964.

## Synopsis
En Hongrie, le plan de deux escrocs pour voler une précieuse relique est déjoué par les enfants d'un policier britannique en vacances.

## Fiche technique
- Titre original : The Golden Head
- Titre hongrois : Az aranyfej
- Réalisation : Richard Thorpe[1]
- Scénario : Iván Boldizsár, Stanley Goulder, d'après le roman Nepomuk of the River de Roger Windle Pilkington
- Direction artistique : Béla Zeichan
- Décors : Zsuzsa Schartner, József Sáritz
- Costumes : Erzsébet Újhegyi
- Photographie : István Hildebrand
- Son : Fred Bosch, Jenö Winkler
- Montage : Frank Clarke, Zoltán Kerényi
- Musique : Peter Fényes
- Production : Alexander Paal, William R. Forman
- Production exécutive : Coleman T. Conroy Jr.
- Production associée : András Németh
- Société de production : 
  -  Budapest Hungarofilm, Hunnia Filmstúdió
  -  Metro-Goldwyn-Mayer
- Société de distribution : Budapest Hungarofilm
- Pays de production :  États-Unis,  Hongrie
- Langue originale : anglais, hongrois
- Format : couleur (Technicolor) — 70 mm — 2,20:1 — son Mono
- Genre : Comédie et aventure
- Durée : 102 minutes
- Dates de sortie : 
  - Hongrie : 10 décembre 1964

## Distribution
- George Sanders : Basil Palmer
- Buddy Hackett : Lionel Pack
- Jess Conrad : Michael Stevenson
- Lorraine Power : Milly Stevenson
- Robert Coote : Braithwaite
- Denis Gilmore : Harold Stevenson
- Cecília Esztergályos : Anne
- Douglas Wilmer : Inspecteur Stevenson
- Sándor Pécsi : le prêtre
- Zoltán Makláry : le vieil homme
- Ervin Kibédi : l'homme au chapeau
- László Ungváry : l'officier de police
- Piri Joó : l'interprète de Braithwaite